# 킹덤 (2019년 영화)
《킹덤》(일본어: キングダム, 영어: KINGDOM)는 2019년 4월 19일에 개봉된 일본의 역사 전쟁 모험 액션 영화이다. 하라 야스히사에 의한 동명의 만화를 원작으로 한다. 이 영화는 중국 전국시대 말기, 어린 나이에 왕위에 올라 실권을 잡지 못한 정(진시황)과 대장군이 되려는 노예 소년 신(이신) 두 명의 일대기를 다룬다. 2018년 4월의 코믹스 제50권 판매 달성을 기념해 실사 영화화되었다. 감독은 사토 신스케. 주연은 연재 10주년 기념해 신 역할을 맡은 야마자키 켄토.
쿠로이와 츠토무와 신스케가 함께 각본을 썼으며, 원작자인 야스히사도 1년 내내 각본 회의에 참가해 완성도를 높혔다. 2018년 10월 9일 캐스트 감독 예고편이 공개되었다.

## 줄거리
중국 전국 시대 말기 진나라에서 아직 실권을 잡지 못한 정, 대장군이 목표인 노예 소년 신. 두 사람은 어떤 길을 걸을 것인가?

## 출연
- 이신：야마자키 켄토
- 영정 / 이정：요시자와 료
- 양단화：나가사와 마사미
- 하료쵸：하시모토 칸나
- 성교：혼고 카나타
- 벽：미츠시마 신노스케
- 바지오：아베 신노스케
- 쇼쿄：후카미 모토키
- 이전：무사카 나오마사
- 타지후：이치노세 와타루
- 돈：오오우치다 유헤이
- 린카이：아미201
- 흑장로：마메 야마다
- 백장로：TERU
- 창문군：타카시마 마사히로
- 등：카나메 준
- 신(어린시절)：오니시 리쿠
- 정(어린시절)：미나미데 료가
- 마사후미군 병사1：키타오카 류키
- 마사후미군 병사2：오사코 잇페이
- 마사후미군 병사3：오오치 야스히토
- 마사후미군 병사4：이토 유키
- 마사후미군 병사5：세키노 마사토시
- 마사후미군 병사6：오오츠카 히로타
- 마사후미군의 가신：사토 잇페이
- 문간1：사코 요시
- 문간2：켄모치 나오아키
- 문간3：카와이 츠토
- 문간4：키시다 켄지
- 니시노문의 문간：시다 마사유키
- 주사이의 문적장：지고로
- 좌자의 부하：미모토 마사노리
- 위병1：히라하라 테츠
- 위병2：타니구치 쇼타
- 전령1：카네코 타케노리
- 전령2：스즈키 신지
- 마부1：오자키 카즈히코
- 마부2：나구라 우쿄
- 산의 백성1：쿠로시 교다이
- 산의 백성2：류지
- 산의 백성3：히로세 케이스케
- 산의 백성4：스가 마사미
- 도적1：쇼츠 타이가
- 도적2：사토 분고
- 도적3：아마구치 코지
- 촌인：타노 요시키
- 이전의 아내：야마다 안도
- 이전의 아들：후지쿠라 미쿠니
- 무타：하시모토 준
- 좌자：사카구치 타쿠
- 위흥：우카지 타카시
- 사씨：가토 마사야
- 갈씨：이시바시 렌지
- 왕기：오오사와 타카오

## 스태프
- 원작：하라 야스히사 〈킹덤〉 (슈에이샤 〈주간 영 점프〉 연재)
- 감독：사토 신스케
- 각본：쿠로이와 츠토무, 사토 신스케, 하라 야스히사
- 음악：야마다 유타카
- 주제가：ONE OK ROCK 〈Wasted Nights〉 (A-Sketch)
- 프로듀서 : 키티지마 나오아키, 모리 료스케, 히라노 코지, 키노시타 노부, 이토 히비키, 이치카와 미나미
- 조감독：이상국
- 제작스튜디오：CREDEUS
- 배급：도호, 소니 픽처스 엔터테인먼트 재팬

## 촬영지

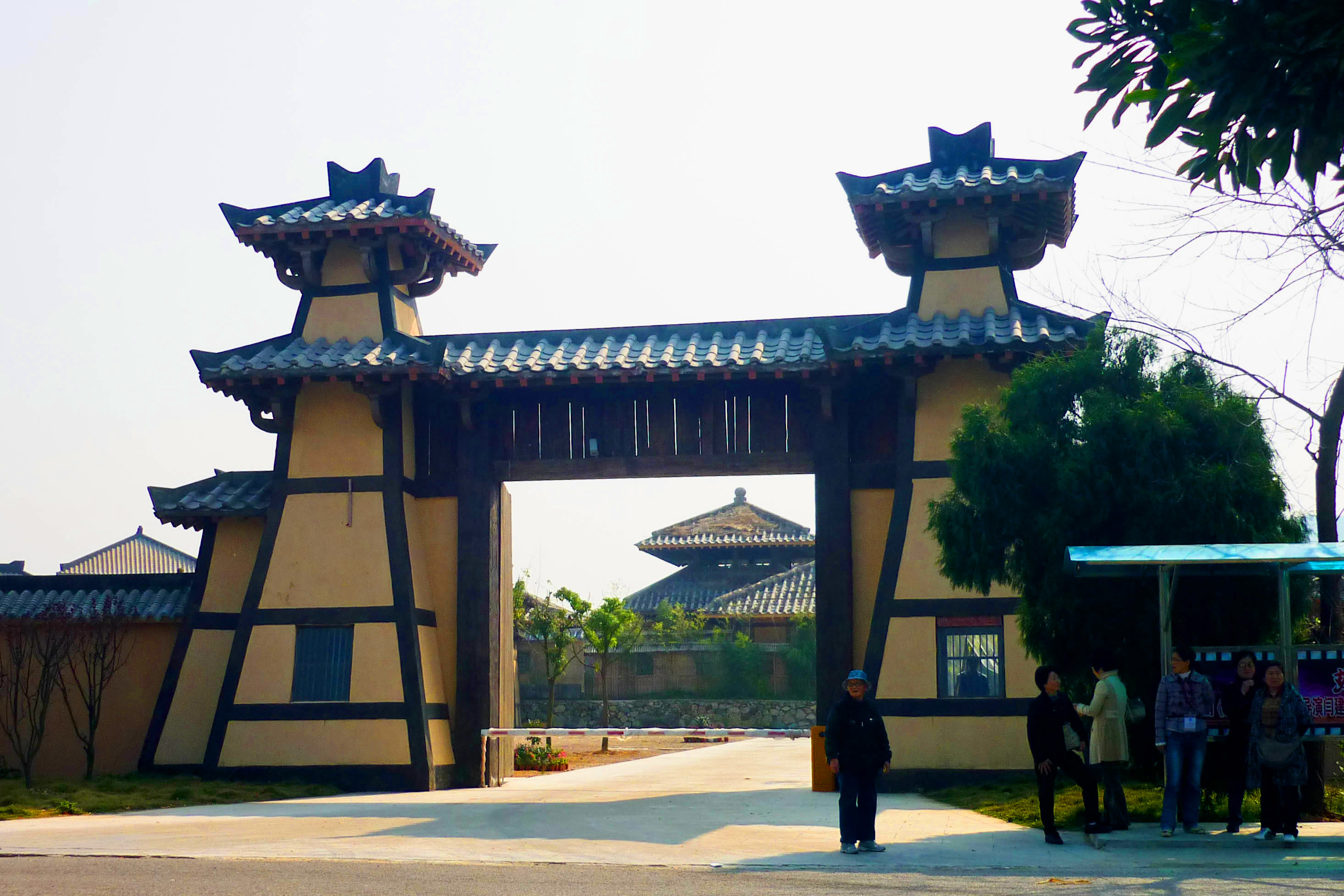
촬영지의 상산영시성

- 상산영시성 외

## 수상 정보
- 제44회 호치 영화상
  - 감독상 (사토 신스케)

- 제43회 일본 아카데미상
  - 우수 감독상 (사토 신스케)
  - 우수 음악상
  - 최우수 촬영상
  - 우수 녹음상
  - 우수 편집상
  - 최우수 남우조연상 (요시자와 료)
  - 최우수 여우조연상 (나가사와 마사미)
  - 최우수 미술상

- 제62회 블루 리본상
  - 남우조연상 (요시자와 료)

- 제1회 로케이션 재팬 대상
  - 감독상 (사토 신스케)

## 텔레비전 방송
| 회차 | 방송사 | 프로그램명    | 방송일              | 방송 시간대   | 방송 시간 | 시청률 | 비고 |
| ---- | ------ | ------------- | ------------------- | ------------- | --------- | ------ | --- |
| 1    | NTV    | 금요로드SHOW! | 2020년 5월 29일(금) | 21:00 ~ 23:39 | 159분     | 16.5%  | 지상파 첫 방송 본편 노컷 방송 프로그램의 마지막에서는, 방송 당일의 「ZIP!」에서 발표된 속편의 제작 발표를 야마자키 켄토, 요시자와 료가 직접 다시 발표되어, 원작자의 하라 야스히사의 「다음은 전장에서 만나요」라고 하는 코멘트와 일러스트가 소개되었다. 방송 직후의 「어나더 스카이 II」에서는, 출연 배우인 야마자키 켄토, 하시모토 칸나, 오오사와 타카오가 각각 출연한 방송회의 미공개·최신 영상을 포함한 특별판이 방송 되었다. |
| 2    | NTV    | 금요로드SHOW! | 2022년 7월 15일(금) | 21:00 ~ 23:39 | 159분     | 9.9%   | 본편 노컷 방송 『킹덤2: 아득한 대지로』공개 기념. |
| 3    | NTV    | 금요로드SHOW! | 2024년 6월 28일(금) | 21:00 ~ 23:09 | 129분     |        | 스페셜 에디션 『킹덤3: 운명의 불꽃』공개 기념. |

- 시청률은 비디오 리서치 조사, 간토 지구·세대·실시간.